# 승명 (유송)
승명(昇明, 477년 7월 ~ 479년 4월)은 유송(劉宋) 순제(順帝) 유준(劉準)의 연호이자 유송의 마지막 연호이다. 1년 10개월 동안 사용하였다. 479년 4월, 순제는 소도성(蕭道成)에게 선위하고 황제에서 물러났으며, 이로써 남제(南齊)가 건국되고 송은 멸망하였다.

## 개원
- 원휘(元徽) 5년 7월 11일[1](477년 8월 5일)에 연호를 승명(昇明)으로 개원함.[2][3][4][5]

- 승명(昇明) 3년 4월 23일[6](479년 5월 29일)에 남제 건국 후, 연호를 건원(建元)으로 건원함.[7][8][9][5]

## 연대 대조표
| 승명        | 원년            | 2년        | 3년        |
| 서기        | 477년           | 478년      | 479년      |
| 간지        | 정사(丁巳)      | 무오(戊午) | 기미(己未) |
| 북위 (北魏) | 태화(太和) 원년 | 2년        | 3년        |

## 동시대 연호

### 중국
북위(北魏)
- 태화(太和) (477년 ~ 499년)

### 몽골
유연(柔然)
- 영강(永康) (464년 ~ 485년)

## 같이 보기
- 중국의 연호 목록